# 肯普納級數
肯普納級數（英語：Kempner series）是十進制寫法不含數字9的正整數的倒數和。用符號可寫成
{\displaystyle \sum _{\begin{smallmatrix}n=1\\n{\text{缺 }}9\end{smallmatrix}}^{\infty }{\frac {1}{n}}_{,}}
其中「缺9」意思是「十進制表示中，不含數字9」，下同。奧伯利·肯普納於1914年最早研究該級數。肯普納級數是由調和級數刪走含數字9的項所得，但肯普納級數收斂，調和級數則發散。肯普納證明，級數之和小於90。羅伯特·貝利證明，級數準確到小數點後20位的值為22.92067661926415034816（OEIS數列A082838）。
直觀理解，級數收斂是因為大部分「大數」都有齊0至9的全部數字。例如，均勻隨機選一個100位的正整數，很易包含至少一個數字9，於是級數不計該數的倒數。
施梅爾策與貝利找到高效算法，給定任意數字串為輸入，計算缺該串的正整數倒數和。此問題推廣了原本的級數求值問題。舉例，考慮所有缺數字串「42」的正整數{\displaystyle n}，其倒數和約為228.44630415923081325415。又舉例，缺數字串「314159」的正整數倒數和約為2302582.33386378260789202376。（上述數值皆四捨五入至末位。）

## 命名
許多文獻中，級數未有命名。MathWorld用為條目名。朱利安·哈維爾所著《伽瑪》（論歐拉-馬斯刻若尼常數）亦採用同一名稱。:31–33

## 收斂
肯普納對數列收斂之證明，載於若干教科書，如哈代與賴特合著《數論導論》:120，亦是阿波斯托《數學分析》的習題:212。證明如下。
將級數各項按分母的位數分組。由乘法原理，缺「9」的{\displaystyle n}位正整數共有{\displaystyle 8\times 9^{n-1}}個，因為最高位有8個選擇（1至8，首位不為零），而其後{\displaystyle n-1}位，每位有9種選擇（0至8），且各位的選擇互相獨立。任何{\displaystyle n}位數皆不小於{\displaystyle 10^{n-1}}，故其倒數至多為{\displaystyle 10^{1-n}}。所以，缺「9」的{\displaystyle n}位正整數之倒數，對級數的貢獻，至多是{\displaystyle 8\times \left({\frac {9}{10}}\right)^{n-1}}。因此，將各組貢獻加總，全個級數至多為
{\displaystyle 8\sum _{n=1}^{\infty }\left({\frac {9}{10}}\right)^{n-1}=80.}
若將禁止出現的「9」換成其他非零數字，則同樣的論證仍成立。至於缺「0」的情況，缺「0」的{\displaystyle n}位正整數共有{\displaystyle 9^{n}}個，故缺「0」正整數的倒數和至多為：
{\displaystyle 9\sum _{n=1}^{\infty }\left({\frac {9}{10}}\right)^{n-1}=90.}
若刪去含有某串{\displaystyle k}位子字串的項，例如忽略所有分母含子字串「42」的項，則級數同樣收斂。證明方法幾乎一樣，先觀察在{\displaystyle 10^{k}}進制中，刪去含有該字串為「位」的項，則前述證明適用，證出新級數收斂。但是，新級數比欲證收斂的級數更大，原因是欲證收斂的級數中，不僅刪走以該字串為{\displaystyle 10^{k}}進制位的項，還刪走了跨{\displaystyle 10^{k}}進制位而含該字串的項。接續前一個例子，百進制的新級數略過4217（百進制的首位是42）和1742（百進制的末位是42），但未略過1427，而欲證收斂的級數中，連1427也一併略去。
巴基爾·法喜研究恰有{\displaystyle n}個數字{\displaystyle d}（滿足{\displaystyle 0\leq d\leq 9}）的正整數倒數和{\displaystyle S(d,n)}，此為肯普納級數的推廣，因為原級數即為{\displaystyle S(9,0)}。法喜證明，對每個{\displaystyle d}，數列{\displaystyle S(d,n)}由{\displaystyle n=1}起取值遞減，且當{\displaystyle n}趨向無窮大時，收斂到{\displaystyle 10\ln 10}。不過，數列一般並非由{\displaystyle n=0}起遞減，例如原級數值為{\displaystyle S(9,0)\approx 22.921<23.026\approx 10\ln 10}，比{\displaystyle n\geq 1}時任意一個{\displaystyle S(9,n)}更小。

## 數值方法
級數收斂得很慢。貝利寫道，即使計算前1024項和，其後餘項仍超過1。
80是很粗略的上界。弗蘭克·厄文較仔細地分析後，證明級數值接近23。此後，再由貝利改進到前述的22.92067…。
貝利以{\displaystyle s(i,j)}表示缺某指定數字的所有{\displaystyle i}位正整數的{\displaystyle j}次方倒數和，然後推導出，只要有齊{\displaystyle s(i,j+n)}對所有非負整數{\displaystyle n}的值，就能遞歸計算{\displaystyle s(i+1,j)}。於是，祗需較少的計算，已得到原級數{\displaystyle s(1,1)+s(1,2)+\cdots }的準確估計。